# Sojkinski poluotok
Sojkinski poluotok (rus. Сойкинский полуостров, Сойкино, fin. Soikkola, ingrijski: Soikkola) nalazi se u okrugu Kingiseppsky, Lenjingradska oblast, Rusija, na južnoj obali Finskog zaljeva. Poluotok odvaja Luški od Koporskog zaljeva.
Njegovo ime potječe od ingrijske riječi za poluotok, koja je vjerojatno i sama izvedena od vlastitog imena.
Najmnogoljudnije selo, također poznato kao Soikino, uništeno je tijekom Drugog svjetskog rata. Trenutačno je glavno naselje Vistino, koje ima muzej posvećen ingrijskoj baštini regije. Planirana je izgradnja naftnog terminala u Vistinu, počevši od 2009. godine.